# Redwinetunes
Redwinetunes (RWT) ist ein 2003 gegründetes Münchener Independent-Label.
Gründer sind Marcus Zilg und Gerald „Gerry“ Huber, offizieller Geschäftsführer ist Zilg. Das erste veröffentlichte Album war 2003 European Cuts von Cat Sun Flower. Zilg produzierte vor der Labelgründung bereits für Bands wie Die Moulinettes oder das Jeep Beat Orchestra.

## Interpreten
- Atomic
- Blab (Andreas Blab)
- Campus
- Cat Sun Flower
- Fendt
- Garden Gang
- Impala Ray
- Loriia
- The Marble Man
- Jesper Munk
- Phonoboy
- No Snakes In Heaven
- Talking Pets
- Triska
- Phil Vetter

## Weitere nennenswerte Produktionen
- 2004: Wine & Dine (zusammengestellt von Rainer Germann (Marionetz, Cat Sun Flower, Jesper Munk))[2]
- 2005: Frisch gepresst – 30 Heimspiele in München (Sampler für In München und Zündfunk)[3]
- 2006: Frisch gepresst 2 - 40 Heimspiele in München (Sampler für In München und Zündfunk)